# 毛蚶
毛蚶（学名：Scapharca subcrenata），是魁蛤目魁蛤科毛蚶属的一种。主要分布于韩国、中国大陆、台湾，常栖息在浅海沙底。低潮线至潮下带56米。

## 外部連結
- 瓦楞子 中藥材圖像數據庫  (香港浸會大學中醫藥學院) （中文）（英文）
- 瓦楞子 （页面存档备份，存于） 中藥標本數據庫 (香港浸會大學中醫藥學院) （繁體中文）（英文）